# Joe Wolf (giocatore di football americano)
Joseph Francis Wolf Jr. (Allentown, 28 dicembre 1966) è un ex giocatore di football americano statunitense che ha giocato nel ruolo di offensive guard nella National Football League (NFL).
All'università giocò a football al Boston College

## Carriera professionistica
Wolf fu scelto come 17º assoluto nel Draft NFL 1989 dai Phoenix Cardinals. Vi giocò per tutte le nove stagioni della carriera professionistica fino al 1997, anno dopo il quale si ritirò, dopo 94 presenze, di cui 60 come titolare.

## Palmarès
- PFWA All-Rookie Team - 1989

## Statistiche
| Partite             | 94 |
| Partite da titolare | 60 |